# Sastracella
Sastracella es un género de escarabajos de la familia Chrysomelidae. El género fue descrito científicamente primero por Jacoby en 1899. Esta es una lista de especies perteneciente a este género:
- Sastracella abdominalis Kimoto, 1989
- Sastracella cinnamomea Yang in Yang, 1995
- Sastracella collaris Kimoto, 2001
- Sastracella fulvipennis (Jacoby, 1884)
- Sastracella laosensis Kimoto, 1989
- Sastracella sumatrana (Jacoby, 1899)
- Sastracella unicolor (Jacoby, 1884)